# Bryn Kenney
Bryn Kenney (Long Beach (New York) 1 november 1986) is een Amerikaans professioneel pokerspeler. Hij won in 2014 het $1.500 10-Game Mix Six Handed-toernooi van de World Series of Poker 2014, voor een hoofdprijs van $153.220,-. 
Op 1 augustus 2019 won Kenney de grootste prijs ooit uitgekeerd in een live pokertoernooi toen hij tweede werd in het £1,050,000 No Limit Hold'em - Triton Million for Charity-toernooi. Hij ontving $20.563.324,-. De winnaar van het toernooi zou eigenlijk $23.000.000,- winnen, maar Kenney en zijn tegenstander Aron Zang sloten heads-up een deal op het moment dat Kenney een ruime voorsprong in chips had. Zang maakte een comeback en won het toernooi, maar het grootste deel van het prijzengeld was in de deal al verdeeld. Door dit prijzengeld bemachtigde Kenney de eerste plaats op de All Time Money List van The Hendon Mob. Justin Bonomo, die zijn eerste plaats aan Kenney verloor, heroverde de eerste positie in december 2021.
Op 5 augustus 2023 won Kenney het $250.000,- Luxon Invitational toernooi, onderdeel van de Triton Super High Roller Series, voor een hoofdprijs van $6.860.000,-. Door deze overwinning heroverde hij zijn eerste plaats op de All Time Money List van The Hendon Mob.
Kenney won tot en met juli 2023 meer dan $65.000.000,- in pokertoernooien (cashgames niet meegerekend).

## WSOP-titels
| Jaar | Toernooi                      | Prijs (US$) |
| ---- | ----------------------------- | ----------- |
| 2014 | $1.500 10-Game Mix Six Handed | $153.220,-  |